# ألفان وينتورث شابمان
ألفان وينتورث شابمان (بالإنجليزية: Alvan Wentworth Chapman) هو عالم نبات وطبيب أمريكي، ولد في 28 سبتمبر 1809 في Southampton, Massachusetts ‏ في الولايات المتحدة، وتوفي في 6 أبريل 1899 في أبالاتشيكولا في الولايات المتحدة.